# Distribució de Borel
La distribució de Borel és una distribució de probabilitat discreta, sorgida en contextos que inclouen processos de ramificació i teoria de cues. Porta el nom del matemàtic francès Émile Borel.
Si el nombre de descendència que té un organisme és una distribució de Poisson i si el nombre mitjà de descendència de cada organisme no és superior a 1, els descendents de cada individu s'extingiran. El nombre de descendents que un individu té en última instància en aquesta situació és una variable aleatòria distribuïda segons una distribució de Borel.

## Definició
Una variable aleatòria discreta X  es diu que té una distribució de Borel amb el paràmetre μ ∈ [0,1] si la funció de massa de probabilitat de X és donada per
{\displaystyle P_{\mu }(n)=\Pr(X=n)={\frac {e^{-\mu n}(\mu n)^{n-1}}{n!}}}
per a n = 1, 2, 3 ....

## Interpretació de processos de derivació i ramificació
Si un procés de ramificació de Galton-Watson té descendència comuna de distribució de Poisson amb la mitjana μ, llavors el nombre total d'individus en el procés de ramificació té la distribució de Borel amb el paràmetre μ.
Sigui X  el nombre total d'individus en un procés de ramificació de Galton-Watson. A continuació, es produeix una correspondència entre la mida total del procés de ramificació i el temps de colpeig per a un camí aleatori associat dona
{\displaystyle \Pr(X=n)={\frac {1}{n}}\Pr(S_{n}=n-1)}
on Sn = Y1 + … + Yn, i Y1 … Yn són variables aleatòries independents i idènticament distribuïdes de les quals és la distribució descendent del procés de ramificació. En el cas que aquesta distribució comuna sigui una distribució de Poisson amb una mitjana μ, la variable aleatòria Sn té distribució de Poisson amb mitjana μn, la qual cosa condueix a la funció de massa de la distribució de Borel que es dona anteriorment.
Des de la m-èsima generació del procés de ramificació té una mida mitjana μm − 1, la mitjana de X  es
{\displaystyle 1+\mu +\mu ^{2}+\cdots ={\frac {1}{1-\mu }}.}

## Interpretació de la teoria de cues
En una cua M/D/1 amb la velocitat d'arribada μ i el temp de servei comú 1, la distribució d'un període ocupat típic de la cua és una distribució de Borel amb el paràmetre μ.

## Propietats
Si Pμ(n) és la funció de massa d'una probabilitat de Borel(μ) d'una variable aleatoria, llavors la funció de massa P∗
μ(n) d'una mostra a mida distribuïda de la distribució (és a dir, la funció de massa proporcional a nPμ(n) ) ve donada per
{\displaystyle P_{\mu }^{*}(n)=(1-\mu ){\frac {e^{-\mu n}(\mu n)^{n-1}}{(n-1)!}}.}
Aldous i Pitman (1998) van mostrar que
{\displaystyle P_{\mu }(n)={\frac {1}{\mu }}\int _{0}^{\mu }P_{\lambda }^{*}(n)\,d\lambda .}
En paraules, això diu que una variable aleatòria de la distribució de Borel (μ) té la mateixa distribució que una variable aleatòria de la distribució de Borel (μU) esbiaixada per la mida, on U té la distribució uniforme sobre [0,1].
Aquesta relació condueix a diverses fórmules útils, incloses
{\displaystyle \operatorname {E} \left({\frac {1}{X}}\right)=1-{\frac {\mu }{2}}.}

## La distribució de Borel-Tanner
La distribució de Borel-Tanner generalitza la distribució de Borel. Sigui k un nombre enter positiu. Si X1, X₂, … Xk són independents i cadascun té la distribució de Borel amb el paràmetre μ, llavors la seva suma W = X1 + X₂ + … + Xk es diu que té la distribució de Borel-Tanner amb els paràmetres μ i k. D'aquesta manera, es dona la distribució del nombre total d'individus en un procés de Poisson-Galton-Watson que comença amb k individus de la primera generació, o del temps que es necessita per a una cua M/D/1 a buidar-se començant amb k tasques a la cua. El cas k = 1 és simplement la distribució de Borel anterior.
Generalitzant la correspondència aleatòria donada anteriorment per k = 1,
{\displaystyle \Pr(W=n)={\frac {k}{n}}\Pr(S_{n}=n-k)}
on Sn té distribució de Poisson amb nμ de mitjana. Com a resultat, la funció de massa de probabilitats ve donada per
{\displaystyle \Pr(W=n)={\frac {k}{n}}{\frac {e^{-\mu n}(\mu n)^{n-k}}{(n-k)!}}}
per a n = k, k + 1, ... .